# Francisco Montaña Ibáñez
Francisco Montaña Ibáñez (Bogotá, Colombia; 1966) es un escritor de literatura infantil.
Natal de Bogotá, descubrió la afinidad con la literatura a los 16 años, cuando se ganó una beca para cursar estudios en el Instituto Internacional de Cine de Moscú. Según Montaña, la cercanía con el cine fue la puerta de entrada a la prosa. Se licenció en Filología e idiomas en la Universidad Nacional de Colombia, tesis meritoria, especialista en televisión – libretos en la universidad Javeriana y magíster (tesis laureada) en historia del arte en la Universidad Nacional de Colombia. Actualmente es candidato a doctor en historia del arte.

## Biografía.
Siendo uno de los autores mas destacados y vendidos en el campo de la literatura para niños y jóvenes en Colombia, sus obras son algunas de las mas reconocidas por la seriedad del tratamiento y la profundidad de sus novelas teniendo un significado mas profundo comparado con los otros. Sus libros circulan también en México, Venezuela, Ecuador y Argentina.

Entre los reconocimientos más importantes se pueden mencionar:
Su novela No comas renacuajos, Babel, Bogotá, 2009, recibió la nominación White Ravens 2010 por parte de Internationale Jugendbibliothek München y está siendo traducida al portugués; hace parte de la lista de recomendados de IBBY – Colombia.
Su novela La muda, Random House Sudamericana, Bogotá, 2010 ha sido seleccionada como Mejor Novela juvenil, Banco del libro 2011 y se ha hecho un tiraje de 30000 ejemplares de la misma, siendo uno de los libros recomendados IBBY-Colombia.
>)
Además de escritor, es profesor del Instituto de Investigaciones Estéticas de la Universidad Nacional de Colombia en las áreas de cine y estética, para la escuela de cine y televisión, la Maestría en Teatro y Artes vivas y la Maestría en Teoría e Historia del Arte la Arquitectura y la Ciudad. Es fundador y director del Observatorio Latinoamericano de Historia y Teoría del cine. Actualmente{cuándo}} desarrolla el proyecto Esperanza salvaje de escritura de una novela juvenil sobre el genocidio de la Unión Patriótica y el M-19 durante los 80 y 90 en Colombia..